# البیگناک
البیگناک (به فرانسوی: Albignac) یک کمون در فرانسه است که در Canton of Beynat واقع شده‌است.

## خصوصیات
البیگناک ۹٫۷۴ کیلومترمربع مساحت و ۲۴۴ نفر جمعیت دارد و ۳۴۰ متر بالاتر از سطح دریا واقع شده‌است.